# ねこむすめ道草日記
『ねこむすめ道草日記』（ねこむすめみちくさにっき）は、いけによる日本の漫画作品。
2024年8月現在、単行本は20巻まで刊行中。

## 概要
『月刊COMICリュウ』（徳間書店）にて2008年6月号より連載。同誌が2011年8月号にて一旦休刊し、2012年5月号でリニューアル復刊するまでは、『けもも』『COMICリュウ新春特版【白組】』（徳間書店）などに掲載された。
ちなみに作者のいけが同人誌として2002年冬から定期的に出版している『妖怪っぽい』（龍神賞を受賞）をベースにしている。
舞台となっている群摩県、渋垣市のモデルは群馬県渋川市で、名称は違うが同市の観光スポットも作中にいくつか出てきており、単行本カバーのイラストのほとんどは同市の景色である。
テーブルトークRPGの『ゆうやけこやけ』の世界観が、よく解る作品でもある。

## あらすじ
山に囲まれた地方の町「渋垣」を舞台に、猫娘の黒菜達が騒動を巻き起こす。

## 登場人物

### 妖怪

#### 子育て地蔵堂の妖怪
作中でよく子育て地蔵堂に通っていたり、住んでいたりする妖怪。基本的に話の中核を担う妖怪たち。
黒菜（くろな）
主人公の化け猫（猫娘）。藤森商店の飼い猫。好奇心旺盛で遊ぶことが大好き。普段は人間に化けている時も耳としっぽを出しているが、人間である大輝達と遊ぶようになってからは耳としっぽを隠すようになった（それでも少しでも気を抜くと出てきてしまう）。たまに人間の姿で藤森商店の手伝いをしている。近隣に住んでいる野良猫たちとも顔なじみであり、彼女の鳴き声ひとつで集まってきたこともあった。水は平気だがシャンプーは苦手。捨て猫だったところを天狗に拾われ、人間に化ける術を覚えた。その際に一緒に妖になった傘の「傘っち」が大切な友達。
河童（かっぱ）
セクハラ好きのエロ河童。腕は引っ張られると伸びる。人間たちの前に出るときは変装するための化け衣スーツを着て人間に化ける。河童だけあって泳ぎは非常にうまく、体内に貯めた水を高圧で吹きだすことが出来る。イケノと言う名前だが、河童仲間（カワノ、ヌマノ）以外には河童と呼ばれている。「ゲコ」「グエ」などのカエルの鳴き声のような語尾が特徴。
黒菜と遊んで鍛えられていたため、陸上での戦闘力は意外と高く、九条小夜子との闘いでは終始優勢だった。
カワノ、ヌマノ
イケノの仲間で川辺やなんかでよくつるんでいる。
カワノはちびで化け衣スーツのサイズが大きいと手足がスカスカになる。語尾に「ジャン」とつける癖がある。
ヌマノは大柄で無口だが、イケノが買った女性型化け衣スーツを勝手に着てイケノが着れなくなってしまった。以後はそのまま使用しているが、夏の同人誌即売会に参加した際には水分が減ったのかスリムになっていた。
化け衣スーツ
変化の術が苦手な妖が人間に化けるために使用する特殊ゴム製のスーツ。昔は人間の生皮を剥いで作っていたため、最近のゴム製スーツを知らない退魔師には誤解を受けることもある。着こむ妖の性質で姿に差が生じやすく、うな子の様に本体の容積と反比例するモノもいればヌマノの様に正比例して体型がまる分かりになるモノもいる。

天狗（てんぐ）
昔は偉かったらしいが、今では化けガラス。黒菜の保護者的存在であり、地域の妖のまとめ役のように振る舞い「子育て地蔵堂」で妖井戸端会議を開いたりするが、舐められることも多い。年齢は不明だが、少なくとも藤森商店店主とは幼いころにベーゴマで対決している。老人や少年の姿に化けることもできる。「北毛の空っ風（ほくもうのからっかぜ）」という二つ名もあり、昔の天狗姿に戻って風を操る力を披露することもある。
捨て猫だった黒菜を拾ってきた張本人。
独楽（こま）
狛犬姉弟の姉。特技は人間の姿で高く飛び、狛犬に変化して落ちる独楽流星落下撃。元あった神社は取り壊され、姉弟ともども悪い妖怪になりかけていた所を渋垣八幡の宮司さんに拾われた。将来の夢は渋垣八幡の正式な狛犬になること。幻獣ではなく狛犬の像の妖怪であり、元々は石なために姉弟揃ってカナヅチ。またその硬さを生かした戦闘能力は高く、腕のみを石化することもできる。
獅子丸（ししまる）
狛犬姉弟の弟。姉と比べると大人しく心優しい性格。日頃から家事を手伝っていたりと姉よりも女子力が高い。4巻のカバー裏では何故かスクール水着を着ていたり，応援時にチアガールの衣装を着てたりする。
女郎蜘蛛
巨大な蜘蛛の妖怪。人間の姿ではゴスロリを着ている。おしゃれが趣味でよく街で買い物をしている他、黒菜とくっちーを着せ替えて遊んでいる（一応本人としては黒菜などをもっと可愛くしようとしているらしい）。黒菜と大輝の関係を誤解して恋愛指南しようとしている。怒ると恐い。糸や小さな蜘蛛を操ったり、異性を惹きつける妖力を込めた糸を出したりできる。
黒菜がまだ子猫の時は、今のようなゴスロリではなく、黒髪でセーラー服を着ていた。
くっちー
何時でも腹ペコの二口女。女郎蜘蛛と仲がよく、彼女を「お嬢」と呼んでいる。側頭部あたりの上の口より下の口の方が味覚に敏感なため、下の口で食べながら上の口で喋って女郎蜘蛛に注意されている。趣味は食べ歩きで料理はブログに上げたりしている。空腹が限界に達すると暴飲暴食モードになり、大きく開いた上の口に意識が乗っ取られて、髪を操り本能のままに摂食する。
化け狸
人でも物でも何にでも化けることができ、河童にエロ目的で利用されることもある。夜行性のため眠そうなことが多く、集中が途切れると変化時の姿が崩れる。人間に化けた際は「茂林寺 りん（もりんじ りん）」と名乗った。
垢舐め
清掃のプロの子供の姿の妖。黒菜の汗の味を気に入る。ヤモリに化けることもできる。同じく清掃の得意なしろうねり、箒神とともに行動することが多い。
子猫のお世話に対する知識があったため、子猫の頃の黒菜にお世話をしていた。
大入道
山の影の妖怪といわれる。黒菜たちのなかでは一番大きい。
鉄瓶（てつびん）
藤森商店で長年愛用されている鉄瓶（鉄製の土瓶）の付喪神。和服を着た人形（割烹着を着ていることもあり、女性らしい）の頭部を、鉄瓶そのものと取り替えたような外見。
独り暮らしのばあちゃんを心配し、黒菜（その当時は「黒井ねこ子」）に住んでもらうようお願いした。
屋鳴り
家の建材をきしませて音を立てる小さな鬼のような妖怪。建物ならどこでも出入りできる。
ヒバッチー
子育て地蔵堂内の火鉢に住む妖怪で正体は灰坊主。かつては使われなくなった民家の囲炉裏に住んでいて、消滅しそうなところを天狗に助けられた。
名前は天狗からもらった。

#### 小学校の妖怪
コックリさん
通称『6年2組の帰ってくださいコックリさん』。少女の姿をしているが狐の妖怪。学校が建てられる前からその土地に棲んでおり、他の学校の怪談メンバーよりもずっと古株。千夏を気に入り、ことある毎に憑依合体しようとするがその行為はどこか百合っぽい。また狐火にも化けることができ、その状態で千夏を見守っていることもある。元々はその土地に祭られていた稲荷の神使だったらしいが住まうべき社が学校の建設時に破壊されてしまい学校に居ついていた。
二宮金次郎像（にのみやきんじろうぞう）
学校の七怪談No.5。
ミラーさん
学校の七怪談No.3。本体は教材として収蔵されている古代の銅鏡。本体や学校内の鏡に映った人物の姿で脅かしたり会話する。
人体模型（じんたいもけい）
学校の七怪談No.1。校内最恐。学校の妖を率いて子供たちを積極的に怖がらせる。
コタロー
学校周辺をうろついている人面犬。頭頂部の禿げた中年風の顔だが、普通の人間には犬に見えている。

#### その他の妖怪
伊吹(いぶき)
温泉好きの雪女。全国各地をバイクで温泉巡りしている。自身が入りやすい温度に調整するべく湯船を凍らせてしまうため温泉荒らしとしてブラックリストが出回っている。ざっくばらんな性格で酒乱。黒菜には定期的にお土産を届けている。人間と妖怪のハーフなために他の一族と違って熱いものにある程度の耐性がある。体力を失うと一時的に体が小さくなる。
真白(ましろ)
伊吹の従者の雪ん娘。雪うさぎと少女の二つの姿を持つ。元々は雪のため熱いものが苦手。普段は雪うさぎの姿で伊吹のバイクスーツ内（胸の谷間）に入っている。
ちーちゃん
伝言雀。夜行（妖と人間の仲介役）の間の連絡役をしている人語を喋る雀。毒舌で独楽とは仲が悪い。化け狸の助力でハーピーのような半人半鳥の姿に変化できるようになった。
泥田坊
田の妖怪。開発によって追われる田の生物をほかに移すために大暴れしていた。
だるま
　元々は縁起物の張子のだるま。片目しか目を入れられてないのに関わらず黒菜に燃やされそうになった為に復讐を実行した。
木魚達磨
安眠妨害の音をだす。普段は修行僧の居眠り防止用として重用されている。だるまとは達磨仲魔。仏具仲魔もおり、その中の経凛々、鉦五郎、猪口暮露でバンドを組んでいる。
雪だるま
動く雪だるま。達磨に協力し黒菜に制裁を加えていた。
塗り壁
河童のイケノが黒菜の体の型を取るために使った妖怪。
塵塚怪王
ゴミが集まって生まれた妖怪でロボットのような見た目をしている。ゴミを集めアートを作っており、ゴミに妖力を与え妖怪化させることができる。元がゴミなため、バラバラになっても平気。
ゴミをアートにしてその価値を人間に再認識させることを目的としている。メリーさんを溺愛しているがその点は迎合しておらず、メリーさんの計画の為に作る兵器もアートのため、兵器としての有用性が低い。
メリーさん
捨てられていた人形が塵塚怪王に妖力を与えられ妖怪になった。
片目が無くハート型の眼帯で隠している。自分を捨てた人間を恨んでおり、塵塚怪王の力を利用して復讐を企てている。
塵塚怪王には姫と呼ばれ溺愛されている。テディベアを下僕として使役している。
毛の伸びる人形
メリーさんが廃墟の中から見つけてきた日本人形。塵塚怪王に頼んで、馬に乗った鎧武者というアート作品にしてもらった。
化け鯉
全国の緩い滝を廻り妖になった。しかし中途半端に小さい滝しか攻略できなかったために本来なら龍になるところを、角が生えた喋る鯉どまりになっている。
海坊主（うみぼうず）
海辺の温泉街で、海の家を経営する。海を閉じ込める技を使う。真の姿は巨大な化け蛸。人魚から「ポルボ」と呼ばれる。気合を入れると強面の普通の男性に化けられるが、普段は大体頭が大きく太身の少々人間離れした体型で過ごしている。
人魚
沈没船で死霊に襲われていたところを海坊主に助けられ、その後彼を慕い一緒に過ごしている。
どうもこうも
一つの身体に二つの頭を持つ妖怪(人格も二つある)。丁寧な口調の「どうも」と関西弁でテンションが高い「こうも」からなる、「妖(あやかし)ラジオ」のパーソナリティー。
のんびり七人ミサキ
「妖ラジオ」のレギュラー投稿者。みんながみんな優しいために他人を死なすことができず、また成仏の機会も譲り譲って残った七人からなり、人目を忍んで旅を続けている。
姫
雛人形の姫。持ち主が引っ越した際に置き去りにされたと思い込んで自分たちで飾り付けをしていたが、引っ越した持ち主が迎えに来た。
化け猿
石垣の湯の支配人。守銭奴。すぐに怒り客に暴言を吐く。人間にも化けるが見た目はほとんど変わらない。
おかめ
石垣の湯の従業員。怒ると般若になる。正体は狸。
恙虫（ツツガムシ）
ダニの一種であり、妖怪でもあるという存在。ダニゆえに小さいが、ひどい痒みと危険な伝染病(ツツガムシ病)を引き起こす。
黒菜たちに取り付いて散々な目に合わせたが、垢舐めたちに追い払われ、怒って合体したのが運の尽き。黒菜にあっさり踏みつぶされた。
まほろ
貝児の少女。貝桶から蜃気楼を出し、幻を作り出す。カードゲームにはまっており、強者との勝負の際は幻術でモンスターを実体化させる。中々の腕前だが真には勝てない。
面霊気
まほろの執事。常に面を被っているが、一般人には普通の顔に見えている。状況によって面の種類を変え、まほろの機嫌取りをしている。まほろと共に付喪神系の妖怪を集めて寄り合いをしている。
川姫
河童を師と仰ぐ川に棲む妖怪の少女。本来の川姫の性質とは異なり、エッチなことに耐性が低く男を前にすると固まってしまう。河童の入れ知恵でスク水を着、僕っ娘として振る舞っている。また、目を合わせると相手を魅了してしまうため、普段は前髪で目を隠している。
手負い蛇
人間に傷付けられたことで妖怪化した蛇。人の悪意の塊のようなもので噛み付いた妖怪を凶暴化させ、存在が虚ろな妖怪は触れただけでも感化される。
独楽と獅子丸によって鎮守の森に封じられた。後に同一の個体か否かは不明だが夜の学校に出現し、コックリさんに捕食された。
化け鼠
化け鼠鼠浄土開発局工作員007号。藤森商店に鼠浄土への入り口を作ろうと企てていた鼠の妖怪。人の姿に変化することができる為、普通の猫は軽くあしらえる。
黒菜たちが地蔵堂を留守にしている間、成り行きで子猫の世話をしており、帰ってきた黒菜たちに旧鼠ではないかと思われていた。
喫茶狐狸狐狸のメイド
主に単行本のおまけや、同作者の同人誌『喫茶狐狸狐狸』に登場する、喫茶店、喫茶狐狸狐狸のメイドとして働く化け狸と化け狐。
作中では背景にモブとして登場していることがある。
うな子
尾根川に住む巨大な化け鰻。変化が苦手で、河童も使う化け衣スーツを愛用している。
うどんが大好物だが油揚げは毒となり、先代と先先代はそれを利用して人間に退治されており作中の民話にもなっている。
川姫や川獺など河原の妖怪と一緒にいることが多い。
分福
化け学道場を営む年老いた化け狸。
黒菜の変化の指導をした妖怪。変化に対しては信念をもっており、変化の苦手な妖が使う化け衣スーツを否定しない代わりに半端な変化で立ち止まっているモノにはスパルタ指導を行う。
朱音
尾持村にある社の見習い神使。
全身毛皮の狐の姿で、化け学道場に通っている。社の主からモフモフの姿が気に入られているらしく、道場に通うのに反対されている。
大蝦蟇
渋垣市のコンビニにたまに現れるカエルの妖怪。通称カエル人間。
不完全な変化のせいで人間の間でも噂になってしまい、大ごとになる前に独楽たちに化け学道場に連れて行かれ、修行を続けている。
黒鉄
護家童子、妖刀。退魔師石山宗玄のお供妖怪。
普段は少年の姿をしている。

### 人間

#### 渋垣南小学校の生徒
日向 大輝（ひなた だいき）
黒菜の友達の小学生。3年生。とんちゃんとほっしーと組んで良く猫耳と尻尾を出したままの黒菜に悪戯まがいのちょっかいを出しては正体を探ろうとしていたが、黒菜から歩み寄った結果遊び友達となった。
早坂 千夏（はやさか ちか）
霊感がある小学生。大輝らのクラスの委員長。大輝に片想いしており、黒菜を最大のライバルと目しているらしい。「帰ってくださいコックリさん」に気に入られ、百合まがいの行為で半ば強制的に憑依されたり、恋指南の対象にされたりしている。妖怪が見えるうえにリアクションが大きいため、かつては学校の妖怪らの恰好のターゲットだったが、コックリさんに憑依されてからは脅してきた妖怪を返り討ちにするようになった。また、妖怪たちから相談を持ちかけられるようになった。
戸田 満（とだ みつる）
あだ名は「とんちゃん」。黒菜の友達の小学生。小太り。3人組の中では最も大人しく優しい気の持ち主。
星野 一（ほしの はじめ）
あだ名は「ほっしー」。黒菜の友達の小学生。眼鏡を掛けている。天体観測が趣味で3人組の中では頭脳派らしいが、黒菜のことを宇宙人と思っている。
カードゲームに詳しく熱くなる一面もある。
真由（まゆ）
千夏の友達でおっとりした子。
菜々美（ななみ）
泳ぐことが苦手な小学生。河童の教えを受け、水嫌いを克服していった。性格はマイペース。
速水 翔（はやみ かける）
化け狸（りん）が仲良くなった小学生。4年生。彼に付き合ってラジオ体操に出ている内に昼型になった。

#### そのほかの人間
藤森商店店主（ばあちゃん）
黒菜の飼い主。非常にやさしい性格。ご主人は既に他界。子供夫婦はいるが別居している。
人間モードの黒菜を座敷童と思っている。ベーゴマなどの昔の遊びが得意。
少年（の姿に変化した天狗）にベーゴマで勝ちたい為に、ベーゴマの技術に磨きをかけたりベーゴマの改造もしていた模様。
宮司さん（ぐうじさん）
渋垣八幡の宮司を務める、厳しい顔立ちをした壮年男性。社を失った独楽と獅子丸を拾い、境内に居候させる。お祭りの際に毎回の様に発生する黒菜達の暴走には手を焼いており良くお仕置きとして平等に鉄槌を下す。それなりに位の高い退魔師でもあるらしく退魔の依頼を受けては出掛けたりするらしいが、独楽と獅子丸に楽な仕事を与える事で存在意義を与える事も忘れてはいない。
生方 叶（うぶかた かなえ）
渋垣八幡の跡取り娘の女子高生で巫女もやっている。学校では弓道部所属で後輩からの人気が高い。妖に心を開いており、独楽と獅子丸のことを溺愛している。それについては宮司から少し不安視されている。
星野 明美（ほしの あけみ）
ほっしーの姉で、叶とはクラスメイトで「妖ラジオ」のリスナー仲間（妖ラジオのことを、「スタッフや投稿者が皆お化けになり切っている」と思っていた）。「のんびり七人ミサキ」のファンで、一度危険を承知でオフ会に行ったことがある。
五十嵐 伸子（いがらし のぶこ）
叶の先輩で「妖ラジオ」のリスナー。霊感が皆無で妖怪を信じておらず、黒菜や独楽らの姿も普通の犬猫に見えている。また、明美と七人ミサキのオフ会の際には、七人ミサキの毒気にやられていた明美を助けた。
生方 千明（うぶかた ちあき）
一話に登場。伸子とは小学生からの親友。昔から世話になった桜の木の木霊に別れを告げて東京へ進学した。木霊のために裏で動いていた天狗にも気付いていた。姓が叶と同じだが関係は不明。
真（まこと）
まほろが住む家の次期当主の男の子。かるたやカードゲームが強く、上毛かるたを模した北毛かるたの地区代表になるほど。
厚志（あつし）
直樹（なおき）
素行が悪い青年で、よく2人でつるんでいる。何かと女郎蜘蛛に縁があり、彼女を苦手としている。
絵描きの坊主
ボロボロの袈裟を纏い、大きなカバンを肩から提げた姿の小柄な坊主。居場所を失った妖を絵に描いて回っている。強い力を持っており、騒動が起きた際など陰で色々と活動しているが、謎の多い人物。
池野（いけの）
渋垣市内に住む漫画家。漫画のアイデアに行き詰ったところで街を散策する黒菜を見つける。喫茶狐狸狐狸の常連客。
その後作中の月刊COMICリュウにて『ねこむすめよりみち日誌』を連載し、連載している雑誌が書店に出る際、自分の作品の読者はどんな人なのか気になっていた。
九条小夜子（くじょう さよこ）
退魔師の女子高生。大蝦蟇が引き起こした一連のカエル人間騒動を聞きつけ渋垣にやってきた。
紙人形の式神を使う。「九条の家は敗北があってはならない」という信念の下、退魔師に従事する。
勘違いから河童と交戦する。
石山宗玄（いしやま そうげん）
退魔師の男性。黒鉄と共に行動する。大蝦蟇が引き起こした一連のカエル人間騒動を聞きつけ渋垣にやってきた。
九条と交戦していた河童に助太刀した。
里中教授
妖怪研究家。助手の小岩井とともに妖怪研究をしている。
妖怪から視認されないお経が書かれたスーツを着用し、河童と九条の戦闘を見学していた。
銅龍賞を受賞した「妖怪っぽい！」にも登場していた。

### その他の人物
メカ委員長
本誌コミックリュウ休刊中にコミックブレイドにて読み切りとして掲載された同作者による『飛び出せ!!メカ委員長』のヒロインで、読み切り作品は単行本8巻の巻末に掲載されている。
風紀を過剰に取り締まるロボットの少女。『ねこむすめ道草日記』のなかでは、背景のモブの一人として登場している。

### 動物
とら
藤森商店近辺のボス猫。
ちょろ
大輝たちが拾ってきた捨て猫。尻尾の大半が黒い子猫。ちょろちょろ動き回る子猫。
なーご
大輝たちが拾ってきた捨て猫。尻尾の先が黒い子猫。よく「なーご、なーご」と鳴く。
ねむ
大輝たちが拾ってきた捨て猫。白い尻尾の子猫。ほかの2匹に比べよく眠っている。

## 舞台等設定
舞台となっている渋垣市の施設や地名には、実在している施設などをモデルにしているものがいくつか存在している。ここではそれを解説する。

### 渋垣駅付近の施設など
子育て地蔵堂
天狗が住む無人の小さな寺院。地蔵が一つある。モデルは千音寺子育て地蔵尊
妖怪たちのたまり場となっており、黒菜や独楽もよく通っている。「妖ラジオ」を聞くための、超年代物のラジオが有る。
尾野池
「河童の抜け道」という色々な水辺にワープする抜け道がある。モデルは小野池。
渋垣八幡宮
独楽と獅子丸が正狛犬の座を狙うために居候する神社。生方叶の実家。モデルは渋川八幡宮。
渋垣南小学校
大輝や千夏たちが通い、コックリさんたちが住む小学校。モデルは渋川南小学校。
元々は稲荷神社の社が建っていた場所に小学校ができた。また校庭には田作の神をまつる大石がある。
渋垣女子高等学校
叶たちが通う高校。1巻おまけでは女子校となっていたが、本編では男子も通っている描写が見られるため、名称変更したと考えられる。モデルは渋川女子高等学校。
藤森商店
黒菜がばあちゃんと住む駄菓子屋。店舗と自宅が一緒になっている。
渋垣駅
オカルト番組のロケが行われた場所。モデルは渋川駅。

### 渋垣以外の群摩県の地名、施設
伊香里温泉
化け猿の営む温泉宿がある温泉街。モデルは伊香保温泉。
石垣の湯
化け猿の営む温泉宿。モデルは石段の湯。
鷹崎
渋垣から電車で行ける都会街。モデルは高崎市。

### その他
妖（あやかし）ラジオ
週に一度、深夜０時から「妖と人間を少しの時間繋げる」としている妖怪ラジオ放送。人間のリスナーもいるが、誰でも聞けるわけではなく、聞ける者でも毎回聞けるわけではない模様。
「妖怪と人間の新しい良好な関係を模索する」ともしており、黒菜たちも楽しみにしている。
ちゃんとしたスタジオが存在しているが、どこに有るのかは不明（葉書の宛先は「何処ぞのあばら屋スタジオ」となっている）。パーソナリティーを務めるどうもこうも以外のスタッフは狸である。
「石垣の湯」のＣＭを流したりもしている。

## 書誌情報
RYU COMICSとして刊行されている。
1. 2008年12月1日発行、ISBN 978-4-19-950098-5
2. 2009年6月1日発行、ISBN 978-4-19-950122-7
3. 2010年1月1日発行、ISBN 978-4-19-950149-4
4. 2010年7月1日発行、ISBN 978-4-19-950183-8
5. 2010年11月13日発行、ISBN 978-4-19-950211-8
6. 2011年5月13日発行
  - 限定版、ISBN 978-4-19-950246-0
  - 通常版、ISBN 978-4-19-950247-7
7. 2012年3月13日発行 
  - 限定版、ISBN 978-4-19-950290-3
  - 通常版、ISBN 978-4-19-950291-0
8. 2012年10月13日発行、ISBN 978-4-19-950310-8
9. 2013年3月13日発行、ISBN 978-4-19-950330-6
10. 2013年11月1日発行、ISBN 978-4-19-950360-3
11. 2014年3月13日発行、ISBN 978-4-19-950390-0
12. 2014年12月13日発行、ISBN 978-4-19-950425-9
13. 2015年9月12日発行、ISBN 978-4-19-950471-6
14. 2016年5月13日発行、ISBN 978-4-19-950509-6
15. 2017年2月13日発行、ISBN 978-4-19-950553-9
16. 2017年8月12日発行、ISBN 978-4-19-950581-2
17. 2018年6月13日発行、ISBN 978-4-19-950629-1
18. 2019年3月13日発行、ISBN 978-4-19-950671-0
19. 2019年11月13日発行、ISBN 978-4-19-950691-8
20. 2024年8月7日発売、ISBN 978-4-19-950869-1